# Tetsuya Fujita
Tetsuya Theodore Fujita o Ted Fujita (japonès: 藤田 哲也, Fujita Tetsuya; Kitakyūshū, Japó, 23 d'octubre de 1920 - Chicago, Estats Units, 19 de novembre de 1998) fou un científic japonès del segle XX que va contribuir en gran manera a l'estudi dels fenòmens meteorològics com huracans, tempestes i tornados. Per a això últim, va proposar un model de classificació que porta el seu nom.

## Carrera
Ted Fujita va néixer el 23 d'octubre de 1920 a Kitakyushu, al Japó. Es va graduar a la Universitat de Tecnologia de Meiji, ara la Universitat de Tecnologia de Kyushu, el 1943, amb una diplomatura en enginyeria mecànica. El 1944, es va convertir en professor ajudant de física al mateix lloc mentre continuava els seus estudis. Va obtenir el seu doctorat a la Universitat de Tòquio el 1953 amb un estudi sobre l'anàlisi de tifons.
El 24 d'agost de 1947, Fujita va observar una tempesta quan es trobava en una estació de clima de muntanya al seu país. Sobre la base de les dades de pressió obtingudes i els vents, va escriure un informe en què especulava sobre el corrent descendent en la tempesta i que va enviar a Horaci R. Byers, de la Universitat de Chicago. El seu excel·lent treball sobre aquests fenòmens meteorològics a petita escala, anomenat mesoescala, va atreure l'atenció de Byers, que el va convidar el 1953 a treballar amb ell per avançar en el coneixement d'aquest camp. Fujita treballaria com a assistent d'investigació en el Departament de Meteorologia de 1953 a 1995.
Després de tornar al Japó per obtenir un visat de treball dels Estats Units, va tornar a Chicago el 1956 i va esdevenir director d'investigació de meteorologia de mesoescala. El 1962 es va convertir en professor associat de la secció de la geofísica i professor el 1965. De 1964 a 1987 va dirigir el projecte d'investigació sobre satèl·lits i meso-meteorologia, i el 1988 va ser director de laboratori sobre els vents fins a la seva mort. Es va retirar de l'ensenyament el 1990 a l'edat de 70 anys.

## Contribucions
El Dr. Fujita és l'investigador més reconegut en el camp de les tempestes fortes gràcies al seu minuciós treball d'investigació i síntesi. També va ser un pioner en la interpretació d'imatges dels satèl·lits meteorològics. També va estudiar els ciclons tropicals en la perspectiva de la mesoescala. Va descobrir mini-vòrtex en el punt de mira i va avançar una teoria que vincula aquest fenomen a la intensificació de la tempesta.
Però és conegut sobretot per haver desenvolupat una escala de classificació (escala Fujita) d'acord amb la força del vent, en ser un investigador pioner per via aèria dels danys causats. La seva anàlisi de fotos i clips de vídeo de danys causats li va permetre veure l'evolució de la força dels tornados durant la seva curta vida. També és sovint anomenat "el Sr. Tornado" per les seves investigacions en aquesta àrea, descobrint entre altres tornados amb múltiples vòrtexs i mecanismes.

## Publicacions
- (anglès) Fujita, Tetsuya Theodore (1992). Memoirs of an An Effort to Unlock the Mystery of Severe Storms. WRL Research Paper Number 239.